# Rosario + Vampire
Rosario + Vampire (jap. ロザリオとバンパイア) ist ein von Akihisa Ikeda gezeichneter Manga, der dem Shōnen-, Harem- und Etchi-Genre zugeordnet wird und seit August 2004 in verschiedenen Magazinen fortgeführt wird. Im Jahr 2008 wurde der Manga in Form einer Anime-Fernsehserie mit zwei Staffeln adaptiert.

## Handlung
Dem durchschnittlichen Schüler Tsukune Aono (青野 月音, Aono Tsukune) gelingt es aufgrund seiner schlechten Testergebnisse nicht, auf einer der privaten Oberschulen zugelassen zu werden. Dennoch wird er von einer Schule akzeptiert, die sich aber als eine Schule für übernatürliche Monster (Yōkai) herausstellt, deren Schüler Menschen über alles hassen. Dort angekommen wird er von der schönen Moka Akashiya (赤夜 萌香, Akashiya Moka) mit dem Fahrrad angefahren. Dabei werden die beiden auf ungewöhnliche Weise Freunde, da Moka ein Vampir ist und sie sich zu dem süßen Duft des menschlichen Blutes hingezogen fühlt. Spätestens jetzt bemerkt Tsukune seine missliche Lage; aber es gibt kein Zurück mehr, da er von dem Schulbus in eine andere Dimension gebracht wurde.
Obwohl vampirischen Ursprungs, ist Moka ein nettes Mädchen, in das sich Tsukune schnell verliebt. Davon geblendet entscheidet er sich, trotz der großen Gefahren, die Schule zu besuchen. Zu seinem Glück müssen sich alle Schüler als Menschen verkleiden, damit ihre unterschiedlichen Arten keine Konflikte heraufbeschwören können. So verbringt er seine Zeit mit Lernen, um seine Noten zu halten und sich die diversen Monster vom Hals zu halten. Bei einer dieser Auseinandersetzungen, bei denen er hoffnungslos unterlegen wäre, reißt Mokas Rosario (eine Halskette in Form eines Kreuzes) ab, worauf ihre unterdrückten übernatürlichen Kräfte frei werden, was sie zu einem der stärksten Geschöpfe der Schule macht. Jedoch besitzt sie in diesem Zustand eine andere Persönlichkeit, die kaltherzig und meist mies gelaunt ist. Es gelingt nur Tsukune, das Rosario zu entfernen; und dies auch nur im äußersten Notfall.
Während seines Aufenthaltes baut sich um Tsukune ein ganzer Harem von weiblichen Freundinnen auf, die ihn allesamt verführen wollen. Dazu gehört die Succubus Kurumu Kurono (黑乃 胡夢, Kurono Kurumu), die anfangs eine Rivalin von Moka darstellt und versucht, mit ihren bezaubernden Techniken und groß geratenen Brüsten die männlichen Schüler, inklusive Tsukune, Moka abstreitig zu machen. Als sie jedoch von Mokas zweitem Ich besiegt wird, entscheidet sie sich für eine freundschaftliche Beziehung zu den beiden, wobei sie immer wieder versucht, Tsukune, ohne auf ihre Kräfte zurückzugreifen, für sich zu gewinnen.
In einem etwas späteren Teil der Handlung treffen die Charaktere die noch sehr junge Hexe Yukari Sendo (仙童 紫, Sendo Yukari). Sie ist die beste Schülerin der Yōkai Academy, trägt jedoch immer das Kostüm einer Hexe, was von den anderen Schülern als eine Missachtung der Schulregeln angesehen wird. Da Hexen von allen nur zur Hälfte als Monster gesehen werden, ist sie sehr einsam und besitzt keinerlei Freunde in der Schule, sodass sie sich schließlich in Moka verliebt. Als jedoch beide ihr helfen, einen sie bedrängenden Mitschüler loszuwerden, verfällt sie auch Tsukune. Aufgrund der Tatsache, dass sie eine Hexe ist, spielt sie mit den verrücktesten Dingen herum, was immer wieder für spaßige Einlagen genutzt wird.
Mizore Shirayuki (白雪 みぞれ, Shirayuki Mizore) ist eine Schneefrau, die Wasser in Schnee und Eis verwandeln und kontrollieren kann. In ihrer typischen Erscheinung hat sie stets einen wie einen Lutscher aussehenden mobilen Kühler im Mund und ist eine sehr stille Natur. Sie kehrt nach längerer Abwesenheit zur Schule zurück und zeigt baldig ihr Interesse an Tsukune, das aber weit über ein normales Verhalten hinausgeht. Sie wurde am Anfang oft von allen falsch verstanden, was zu einigen Problemen führte. Als sie sich gegen einen sehr aufdringlichen Lehrer wehrt, führt das fast zu einem Schulverweis, aber der Fall wird in letzter Sekunde von Tsukune aufgeklärt und sie von ihm gerettet. Wie ein Stalker stellt sie ihm nach und kann sich nur langsam an die anderen Mitglieder des Zeitungsclubs, dem Tsukune, Moka, Kurono und Yukari beigetreten waren, gewöhnen; jedoch kann sie nicht von Tsukune lassen und verfolgt ihn auf Schritt und Tritt. Insbesondere dann, wenn Tsukune mit einem der Mädchen alleine ist, taucht Mizore als Running Gag irgendwo, an den seltsamsten Orten (unterm Tisch, hinter Türen, Büschen, im Badezimmer, …) in der jeweiligen Szene auf.
Als der Schulzeitungs-Club in den Ferien die Menschenwelt besucht, treffen sie auf die unter den Menschen lebende Hexe Rubi Tōjō (橙条 瑠妃, Tōjō Rubi), die zum Ziel hat, die gesamte Menschheit zu vernichten, da in dem ihr heiligen Wohnsitz ihres toten Meisters eine Müllhalde angelegt wurde. Als sie jedoch Hilfe von anderen Charakteren bekommt, lässt sie von diesem Plan ab und arbeitet seit dem zweiten Teil der Serie innerhalb der Yōkai Academy. Obwohl sie keine reguläre Schülerin ist, erhält sie die Erlaubnis, Mitglied im Schulzeitungs-Club zu werden. Auch sie ist heimlich in Tsukune verliebt. Im Anime weicht dieser Teil der Handlung etwas von den Vorgaben des Mangas ab, führt aber zum selben Ergebnis.
Am Ende der ersten Staffel der Animeserie und im 3. Teil der Manga-Auflage wird Tsukunes wahre Identität von der radikalen Kommission für Öffentliche Sicherheit aufgeklärt. Er sollte auf einem großen Holzkreuz vor allen Schülern verbrannt werden, wird aber von seinen Freunden gerettet. Moka beißt Tsukune und zusammen besiegen sie den Anführer der Kommission im Kampf. Dass er ein Mensch ist, wird somit wieder verschleiert.
Innerhalb der zweiten Manga-Auflage und der zweiten Fernsehserie taucht Kokoa Shuzen (朱染 心愛, Shuzen Kokoa), die jüngere Halbschwester von Moka, auf. Ihre Kräfte sind nicht versiegelt und sie bedient sich einer zahmen Fledermaus, die sie in verschiedenste Waffen verwandeln kann. Sie hasst ihre Schwester Moka dafür, dass sie ihre „innere Seele“ versiegelt hat, die sie verehrte und liebte. So muss sie sich erst überwinden, als sie feststellt, dass nur Tsukune über die Fähigkeit zu verfügen scheint, Mokas Rosario zu entfernen. Letztlich akzeptiert sie die neue Natur von Moka und fängt wie ihre Schwester an, Tsukunes Blut zu trinken.

## Charaktere
Tsukune Aono (青野 月音, Aono Tsukune)
Tsukune war ein gewöhnlicher Mensch. Weil er durch die Aufnahmeprüfung gefallen ist, nimmt ihn nur eine einzige Schule auf. Er erfährt später, dass es eine Schule für Monster in einer anderen Dimension ist. Da er der einzige Mensch ist, verwickelt ihn das in viele Probleme, denn niemand darf seine wahre Identität entdecken, da er dann laut den Schulregeln hingerichtet werden darf. Anfangs möchte er noch in die Menschenwelt zurück, doch später entscheidet er sich zu bleiben, da er Moka näher kommen möchte. Im Laufe der Serie verlieben sich mehrere Charaktere in ihn, was zu einem Konkurrenzkampf führt.
Er geriet mehrmals in bedrohliche Gefahren, bei dem er einmal so schwer verletzt wurde, auf das er von Moka ihr Blut erhielt, um diese Verletzungen zu heilen. Er erhielt auch temporär die Kräfte eines Vampirs dadurch. Jedoch wurde Mokas Blut selbst später selbst eine Gefahr für ihn und drohte zu einem Ghul zu werden. Von dem Rektor der Schule erhielt er so ein heiliges Armband, dass das Vampirblut unterdrücken soll und lernte mit der Zeit die Kontrolle über das vorhandene Blut zu erlangen. Gegen Ende des Mangas wurde er dann komplett in einen Vampir verwandelt.
Moka Akashiya (赤夜 萌香, Akashiya Moka)
Moka ist eine Vampirin, die ihre Kräfte mittels eines Rosario versiegelt hat, um in der Menschenwelt leben zu können. Während die äußere Moka eine sehr liebevolle Person ist, ist die entfesselte Moka in ihrer Person distanziert und aggressiv im Kampf. Sie hat zwei ältere Schwestern und eine jüngere. Am Anfang überfährt sie Tsukune mit dem Fahrrad. Von dem Duft seines menschlichen Blutes angezogen, beißt sie Tsukune. Er ist der Erste, bei dem sie je Blut saugt. Sie verliebt sich in Tsukune. Er ist der Einzige der ihre mächtigen Vampirkräfte entfesseln kann. Da sie Tsukunes Blut als sehr „Lecker“ bezeichnet, entwickelt sie fast eine regelrechte Abhängigkeit von ihm.
Im Verlauf der Mangaserie stellt sich heraus, dass die äußere Moka nur eine Pseudo-Persönlichkeit ist, die von ihrer Mutter erschaffen wurde, während die innere Moka die echte ist. Gegen Ende des Mangas stirbt die äußere Moka, doch gestehen sie und Tsukune noch ihre Liebe, während die innere Moka ihr distanziertes Verhalten ablegte und sich eingestand, dass sie auch nur bei Tsukune sein will.
Kurumu Kurono (黑乃 胡夢, Kurono Kurumu)
Kurumu ist ein Succubus und Rivalin von Moka. Sie versucht, mit ihrer Yokai-Spezialfähigkeit die männlichen Schüler und anfänglich auch Tsukune für ihren Yokai-Harem zu gewinnen. Durch ihre Yokai-Fähigkeit wird jeder Junge, der sie küsst, in einen willigen Sklaven verwandelt. Als sie jedoch von Mokas zweitem Ich besiegt wird, entscheidet sie sich für eine freundschaftliche Beziehung zu den beiden, wobei sie immer wieder versucht, Tsukune ohne auf ihre Kräfte zurückzugreifen für sich zu gewinnen.
Yukari Sendo (仙童 紫, Sendo Yukari)
Die 11 Jahre alte Hexe Yukari Sendo ist die beste Schülerin der Yōkai Academy und hat einige Klassen übersprungen, trägt jedoch immer das Kostüm einer Hexe, was von den andere Schülern als eine Missachtung der Schulregeln angesehen wird. Da sie zu einer verhassten Spezies gehört, ist sie sehr einsam, besitzt keinerlei Freunde in der Schule und wird gemobbt. Moka stoppt das Mobbing, woraufhin Yukari sich in sie verliebt. Tsukune hasste die Hexe am Anfang, da diese versucht ihn von Moka fernzuhalten. Als Tsukune und Moka sie vor den Mobbern, die versuchten sie zu fressen, retten und Tsukune ihr schwört nie wieder allein zu sein, verliebt sie sich auch in Tsukune. Sie streitet sich oft mit Kurumu und versucht älter zu wirken, als sie ist.
Mizore Shirayuki (白雪 みぞれ, Shirayuki Mizore)
Mizore ist eine Schneefrau und kann Eis auf jede beliebige Weise kontrollieren. In ihrer typischen Erscheinung hat sie stets einen Lutscher im Mund und ist eine sehr stille Natur. Sie kehrt nach längerer Abwesenheit zur Schule zurück und zeigt baldig ihr Interesse an Tsukune, das aber weit über ein normales Verhalten hinausgeht. Wie ein Stalker stellt sie ihm nach und kann sich nur langsam an die anderen Mitglieder des Zeitungsclubs, dem Tsukune, Moka, Kurono und Yukari beigetreten waren, gewöhnen; jedoch kann sie nicht von Tsukune lassen und verfolgt ihn auf Schritt und Tritt. Insbesondere dann, wenn Tsukune mit einem der Mädchen alleine ist, taucht Mizore als Running Gag irgendwo, an den seltsamsten Orten in der jeweiligen Szene auf.
Rubi Tōjō (橙条 瑠妃, Tōjō Rubi)
Als der Schulzeitungsklub in den Ferien die Menschenwelt besucht, treffen sie auf die unter den Menschen lebende Hexe Rubi Tōjō. Nach dem Kampf mit Lady Oyakata brachte sie der Zeitungsklub mit in die Yōkai Gakuen. Dort arbeitet sie dann, da sie keine Angehörigen mehr hat. Auch sie ist heimlich in Tsukune verliebt.
Kokoa Shuzen (朱染 心愛, Shuzen Kokoa)
Kokoa taucht erst in der zweiten Staffel von Rosario Vampire auf. Sie ist Mokas kleine Halb-Schwester und ebenfalls ein Vampir, allerdings sind ihre Kräfte nicht versiegelt. Sie versucht anfangs Mokas wahre vampirische Natur wieder hervorzubringen, findet sich aber später mit dem jetzigen Zustand ihrer Schwester ab, und saugt von da an auch oft von Tsukunes Blut. Sie besitzt als Haustier eine Fledermaus namens Koa. Diese erklärt in der Animeserie Dinge, die im Manga in Fußnoten stehen und fungiert bei Kämpfen als Kampfrichter.

## Entstehung und Veröffentlichungen
Der von Akihisa Ikeda gezeichnete Manga wurde im Zeitraum von April-Ausgabe 2004 bis zur Einstellung des Magazins mit der Juli-Ausgabe 2007 monatlich in Shūeishas Magazin Monthly Shōnen Jump abgedruckt. Mit der Gründung von Shūeishas neuem monatlichen Manga-Magazin Jump Square im November 2007 (Dezember-Ausgabe 2007), war Rosario + Vampire eine der Serien die aus der vorherigen Monthly Shōnen Jump übernommen wurde. Dabei erfolgte eine Umbenennung zu Rosario + Vampire: season II inklusive Neunummerierung der Kapitel. Die zweite Staffel endete im März 2014. Zwischen beiden Staffeln erschien noch ein Extra-Kapitel in der Weekly Shōnen Jump 43/2007.
Die erste Staffel zwischen Oktober 2004 und Oktober 2007 in zehn Sammelbänden (Tankōbon) zusammengefasst veröffentlicht. Die Kapitel der zweiten Staffel wurden von Juni 2008 bis Mai 2014 in 14 Sammelbänden veröffentlicht. Der zweite Band erschien dabei zusätzlich als Limited Edition mit einer DVD die Folge 1 der zweiten Anime-Staffel Rosario + Vampire Capu2 enthielt.
Seit Juni 2008 sind die Bände bei Viz Media auf Englisch erschienen. Diese Staffel wurde außerdem ins Französische übersetzt und ab April 2009 erschienen alle zehn Bände bei Tokyopop auf Deutsch. Von Dezember 2010 bis November 2014 erschien dort die zweite Staffel auf Deutsch.
Dezember 2008 erschien ein Artbook namens Rosario to Vampire Guidebook Yōkai Gakuen Nyūgaku Annai (ロザリオとバンパイアGUIDEBOOK陽海学園入学案内, dt. „Rosario+Vampire-Führer: Führer zur Aufnahme in die Yōkai-Akademie“).

## Adaptionen

### Anime

#### Rosario to Vampire
Regie der 13 Folgen umfassenden und von Gonzo animierten ersten Staffel der Serie führte der noch recht unbekannte Takayuki Inagaki. Er wirkte zuvor bereits bei Werken wie Black Cat, Koharu Biyori, Marginal Prince – Gekkeiju no Ōji-tachi als Regisseur. Das Charakterdesign entwarf Mariko Fujita zusammen mit dem Künstlerischen Leiter Shigemi Ikeda. Die Monster wurden von Hiroyuki Kanbe entworfen. Die Zeichnungen der Hintergründe stammen von dem darauf spezialisierten Studio Atelier Musa. Für die Soundeffekte war das Tonstudio Half H.P Studio engagiert worden.
Der Anime unterscheidet sich vom Manga insofern, dass er einer anderen Chronologie folgt, mehr auf Komödie Wert legt und die düsteren Themen des Manga weitgehend ausspart.
Die Titel des Vor- und Abspanns, COSMIC LOVE und Dancing in the velvet moon, wurden beide von der Sprecherin von Moka Nana Mizuki gesungen. Der Titel des Vorspanns wurde von Ryoji Sonoda geschrieben und von Junpei Fujita komponiert und arrangiert. Der Text des Abspanns stammt aus der Feder der Sängerin und Noriyasu Agematsu übernahm das Arrangement und die Komposition des Stückes. In der ersten und letzten Folge wurde COSMIC LOVE im Abspann verwendet, während der Vorspann in diesen Folgen entfiel.
Erstmals wurde die Serie durch einen Trailer auf der eigenen Website im Oktober 2007 angekündigt, bevor im Dezember 2007 auch die erste offizielle Vorschau für das Fernsehen auf der Webseite vorzufinden war. Die Anime-Fernsehserie wurde erstmals ab dem 3. Januar 2008 im japanischen Fernsehen auf den Sendern Aomori Broadcasting Corporation, Chiba TV, Tokyo MX, TV Aichi, TV Kanagawa, TV Ōsaka und TV Saitama übertragen. Die letzte und 13. Folge dieser Serie lief am 27. März 2008.

#### Rosario to Vampire Capu2
Wie in der ersten Staffel führt Takayuki Inagaki vom Studio Gonzo die Regie, wobei dasselbe Team wie zuvor an dem zweiten Teil arbeitete. Das Capu2 (カプチュー, Kapu chū) im Titel ist dabei identisch mit der Onomatopoesie, wenn Moka Tsukunes Blut saugt, wobei capu/kapu sich auf das Biss- und chū auf das Sauggeräusch bezieht.
Die Titellieder wurden ebenfalls erneut von Nana Mizuki interpretiert. Dies sind ab Folge 2 Discotheque im Vorspann und Trinity Cross im Abspann. Die erste Folge verwendete Discotheque im Abspann, besaß aber keinen Vorspann.
Die Serie wurde ab dem 2. Oktober 2008 auf den japanischen Sendern Aomori Broadcasting Corporation, Chiba TV, Gifu Broadcasting, Mie TV, Tokyo MX, TV Kanagawa, TV Ōsaka und TV Saitama übertragen. Am 24. Dezember 2008 wurde die letzte Folge gezeigt.
Seit dem 5. Oktober 2018 wird die Serie in Deutschland bei ProSieben Maxx ausgestrahlt.

#### Synchronisation
Die deutsche Synchronisation wurde bei der Majestix Worx unter der Dialogregie von Alen Markulin erstellt.
| Rolle            | japanischer Sprecher (Seiyū) | deutscher Sprecher   |
| ---------------- | ---------------------------- | -------------------- |
| Tsukune Aono     | Daisuke Kishio               | Marco Sven Reinbold  |
| Moka Akashiya    | Nana Mizuki                  | Julia von Tettenborn |
| Kurumu Kurono    | Misato Fukuen                | Rieke Werner         |
| Yukari Sendō     | Kimiko Koyama                | Nina Amerschläger    |
| Mizore Shirayuki | Rie Kugimiya                 | Kathrin Fiedler      |
| Rubi Tōjō        | Saeko Chiba                  | Katrin Laksberg      |
| Kokoa Shuzen     | Chiwa Saitō                  |                      |
| Ginei Morioka    | Tomokazu Seki                | Matthias Keller      |

### Hörspiele
Aufbauend auf der Handlung des Mangas veröffentlichte Shūeisha am 31. August 2006 das Hörspiel Rosario + Vampire. Diesem folgte ein weiteres Hörspiel mit dem Titel Rosario + Vampire 2: Drama CD (ロザリオとバンパイア2 ドラマCD) am 14. Dezember 2007.
Am 25. Juli 2008 erschien zur Fernsehserie das Hörspiel TV Animation Drama CD: Rosario + Vampire (TVアニメーション ドラマCD ロザリオとバンパイア) unter dem Label Marine Entertainment.
Aus der von Onsen produzierten Radiosendung ging ein 2 CDs umfassendes Album Radio CD: Rosario + Vampire (ラジオCD ロザリオとバンパイア) hervor, das nach leichter Verspätung am 6. August 2008 veröffentlicht wurde. Auf der ersten CD befanden sich mehrere Musikstücke, während sich auf der zweiten ein Zusammenschnitt der ersten 13 Radiosendungen befand.

### Musik
Aufbauend auf den Anime-Umsetzungen wurden mehrere Alben und zwei Reihen von Maxi-CDs veröffentlicht. Von der ersten Reihe von Singles mit dem Titel Rosario + Vampire: Character Song (ロザリオとバンパイア キャラクターソング) wurden die ersten drei CDs am 14. Februar 2008 veröffentlicht, der drei weitere am 26. März 2008 folgten. Die durchnummerierten Maxis wurden unter dem Label King Records veröffentlicht und waren jeweils einem der weiblichen Hauptcharaktere in der Reihenfolge Moka, Kurumu, Yukari, Mizore und Rubi gewidmet. Diese Reihenfolge entspricht auch der des Auftauchens der Charaktere innerhalb der Serie. Die sechste CD schloss diese Reihe ab und bildete alle weiblichen Figuren auf dem Cover ab.
Zur zweiten Staffel der Fernsehserie wurde eine weitere Reihe von Maxi-CDs vorgestellt. Diese soll sieben Singles umfassen, die ab dem 29. Oktober 2008 veröffentlicht werden sollen. Sie trägt den Titel Rosario + Vampire Capu2: Character Song (ロザリオとバンパイアCapu2 キャラクターソング), deren einzelne Ausgaben wieder den weiblichen Hauptcharakteren gewidmet ist. Neu hinzugekommen ist eine CD für den Charakter Kokoa, die zwischen der ersten und zweiten Veröffentlichung eingeschoben wurde und dadurch die Reihe auf sieben CDs erweitert.

## Rezeption
In den Statistiken von Nielsen BookScan, erreichte die zweite Ausgabe von Rosario + Vampire im September 2008 in den Vereinigten Staaten den 16. Platz der meistverkauften Graphic Novels der letzten zwei Monate. Damit stellte Rosario + Vampire den einzigen im Jahr 2008 debütierenden Shōnen-Manga dar, der unter den 20 meistverkauften Graphics Novels aufzufinden ist.
Im Laufe der Handlung entwickelten sich „heillose Verstrickungen und unzählige peinliche Szenen“, so die Animania, die in Szenen in Super-Deformed-Stil „für Stimmung sorgen“. Jenseits der Komik mit einigen witzigen Einfällen und dem reichlichen Fanservice mit Pantyshots und „wackelnden Riesenbrüsten“ sei die Geschichte jedoch wenig originell und habe wenig zu bieten. Neben viel Comedy und Erotik enthalte die Serie auch etwas Action, die jedoch eher unspektakulär inszeniert sei. Die Animation, die sich bisweilen auch Computeranimation bedient, sei solides Fernseh-Niveau und die Musik mit „flotten, jazzig angehauchten Piano- und Hammond-Orgel-Melodien“ sowie „unheilvollen Bläser- und Streichersätzen“ für Kampfszenen sei passend gewählt.